# Elecciones al Parlamento Europeo de 1999 (Italia)
Las elecciones al Parlamento Europeo de 1999 en Italia se celebraron el día 13 de junio de 1999 para elegir a los eurodiputados de dicho país para la quinta legislatura del Parlamento Europeo.

## Sistema electoral
El sistema electoral de representación proporcional por listas de partidos puras era el tradicional de la República Italiana desde su fundación en 1946, por lo que fue adoptado también para elegir a los representantes italianos en el Parlamento Europeo.
Se utilizaron dos niveles: uno nacional para repartir los escaños entre los partidos y otro de circunscripción para distribuirlos entre los candidatos. Las regiones de Italia se unieron en cinco circunscripciones, cada una de las cuales eligió un grupo de eurodiputados.
A nivel nacional, los escaños se dividieron entre las listas de los partidos mediante el método del resto mayor con cuota Hare. Todos los escaños obtenidos por cada partido se distribuyeron automáticamente entre sus listas abiertas locales y sus candidatos más votados.

## Delegación saliente
| Grupo del PE                           | Grupo del PE                                                         | Escaños | Partido        | Eurodiputados |
| -------------------------------------- | -------------------------------------------------------------------- | ------- | -------------- | ------------- |
|                                        | Grupo del Partido Popular Europeo                                    | 40/87   |                |               |
| Forza Italia                           | Grupo del Partido Popular Europeo                                    | 40/87   | 25             |               |
| Partido Popular Italiano               | Grupo del Partido Popular Europeo                                    | 40/87   | 8              |               |
| Pacto Segni                            | Grupo del Partido Popular Europeo                                    | 40/87   | 3              |               |
| Centro Cristiano Democrático           | Grupo del Partido Popular Europeo                                    | 40/87   | 2              |               |
| Partido Popular Sudtirolés             | Grupo del Partido Popular Europeo                                    | 40/87   | 1              |               |
| Unión Democrática por la República     | Grupo del Partido Popular Europeo                                    | 40/87   | 1              |               |
|                                        | Grupo Socialista en el Parlamento Europeo                            | 19/87   |                |               |
| Demócratas de Izquierda                | Grupo Socialista en el Parlamento Europeo                            | 19/87   | 16             |               |
| Socialistas Demócratas Italianos       | Grupo Socialista en el Parlamento Europeo                            | 19/87   | 2              |               |
| Movimiento de los Comunistas Unitarios | Grupo Socialista en el Parlamento Europeo                            | 19/87   | 1              |               |
|                                        | Izquierda Unida Europea - Izquierda Verde Nordica                    | 5/87    |                |               |
| Partido de la Refundación Comunista    | Izquierda Unida Europea - Izquierda Verde Nordica                    | 5/87    | 4              |               |
| Independiente                          | Izquierda Unida Europea - Izquierda Verde Nordica                    | 5/87    | 1              |               |
|                                        | Grupo Verde                                                          | 3/87    |                |               |
| Federación de los Verdes               | Grupo Verde                                                          | 3/87    | 2              |               |
| La Red                                 | Grupo Verde                                                          | 3/87    | 1              |               |
|                                        | Alianza Radical Europea                                              | 2/87    | Lista Pannella | 2             |
|                                        | Grupo del Partido Europeo de los Liberales, Demócratas y Reformistas | 1/87    |                |               |
| Partido Republicano Italiano           | Grupo del Partido Europeo de los Liberales, Demócratas y Reformistas | 1/87    | 1              |               |
|                                        | Unión por Europa                                                     | 1/87    | Independiente  | 1             |
|                                        | No inscritos                                                         | 16/87   |                |               |
| Alianza Nacional                       | No inscritos                                                         | 16/87   | 10             |               |
| Liga Norte                             | No inscritos                                                         | 16/87   | 5              |               |
| Llama Tricolor                         | No inscritos                                                         | 16/87   | 1              |               |

## Partidos y líderes
| Partido | Partido                                    | Ideología                     | Líder                  | Partido europeo | Eurodiputados salientes |
| ------- | ------------------------------------------ | ----------------------------- | ---------------------- | --------------- | ----------------------- |
|         | Forza Italia (FI)                          | Conservadurismo liberal       | Silvio Berlusconi      | EPP             | 26/87                   |
|         | Demócratas de Izquierda (DS)               | Socialdemocracia              | Walter Veltroni        | PES             | 17/87                   |
|         | Alianza Nacional – Pacto Segni (AN–PS)     | Conservadurismo               | Gianfranco Fini        | Ninguno         | 13/87                   |
|         | Partido Popular Italiano (PPI)             | Democracia cristiana          | Franco Marini          | EPP             | 8/78                    |
|         | Liga Norte (LN)                            | Regionalismo                  | Umberto Bossi          | Ninguno         | 5/78                    |
|         | Partido de la Refundación Comunista (PRC)  | Comunismo                     | Fausto Bertinotti      | Ninguno         | 4/87                    |
|         | Lista Bonino                               | Liberalismo                   | Emma Bonino            | Ninguno         | 2/87                    |
|         | Federación de los Verdes (FdV)             | Política verde                | Grazia Francescato     | EFGP            | 2/78                    |
|         | Socialistas Demócratas Italianos (SDI)     | Socialdemocracia              | Enrico Boselli         | PES             | 2/87                    |
|         | Centro Cristiano Democrático (CCD)         | Democracia cristiana          | Pier Ferdinando Casini | EPP             | 2/87                    |
|         | Los Demócratas                             | Socioliberalismo              | Romano Prodi           | ELDR            | 1/87                    |
|         | Llama Tricolor (FT)                        | Neofascismo                   | Pino Rauti             | Ninguno         | 1/87                    |
|         | Partido Republicano Italiano (PRI)         | Liberalismo                   | Giorgio La Malfa       | ELDR            | 1/87                    |
|         | Cristianos Democráticos Unidos (CDU)       | Democracia cristiana          | Rocco Buttiglione      | EPP             | 0/87                    |
|         | Partido de los Comunistas Italianos (PdCI) | Comunismo                     | Armando Cossutta       | Ninguno         | 0/87                    |
|         | Unión de Demócratas por Europa (UDEUR)     | Democracia cristiana          | Clemente Mastella      | EPP             | 0/87                    |
|         | Renovación Italiana (RI)                   | Liberalismo                   | Lamberto Dini          | EPP             | 0/87                    |
|         | Partido de los Pensionistas (PP)           | Intereses de los pensionistas | Carlo Fatuzzo          | ED              | 0/87                    |

## Resultados
Las elecciones fueron ganadas nuevamente por Forza Italia, recién incorporada al Partido Popular Europeo, que obtuvo el 25,2% de los votos y 22 escaños. Los gobernantes Demócratas de Izquierda, liderados por Walter Veltroni, obtuvieron el 17,3% de los votos y 15 escaños, mientras que la Alianza Nacional, federada al Pacto Segni, obtuvo sólo el 10,3% de los votos y 9 escaños (8 escaños para AN y un escaño para el Pacto Segni). En cambio la Lista Bonino obtuvo un buen resultado, consiguiendo el 8,5% de los votos y 7 escaños.
| Partido                              | Partido                                                                           | Partido                                                                           | Grupo del PE                         | Candidato principal                  | Votos      | %     | +/–   | Escaños | +/–   |  |
| ------------------------------------ | --------------------------------------------------------------------------------- | --------------------------------------------------------------------------------- | ------------------------------------ | ------------------------------------ | ---------- | ----- | ----- | ------- | ----- |  |
|                                      | Forza Italia (FI)                                                                 | Forza Italia (FI)                                                                 | EPP-ED                               | Silvio Berlusconi                    | 7.813.948  | 25,16 | 5,46  | 22      | 5     |  |
|                                      | Demócratas de Izquierda (DS)                                                      | Demócratas de Izquierda (DS)                                                      | PES                                  | Walter Veltroni                      | 5.387.729  | 17,34 | 1,72  | 15      | 1     |  |
|                                      | Alianza Nacional – Pacto Segni (AN–PS)                                            | Alianza Nacional – Pacto Segni (AN–PS)                                            | UEN                                  | Gianfranco Fini                      | 3.194.661  | 10.30 | 5,43  | 9       | 5     |  |
|                                      | Lista Bonino (LB)                                                                 | Lista Bonino (LB)                                                                 | TGI                                  | Emma Bonino                          | 2.625.881  | 8,45  | 6,32  | 7       | 5     |  |
|                                      |                                                                                   | Los Demócratas (DEM)                                                              | ELDR                                 | Antonio Di Pietro                    | 2.402.435  | 7,73  | Nuevo | 6       | Nuevo |  |
|                                      | Partido Popular Sudtirolés (SVP)                                                  | EPP-ED                                                                            | Michl Ebner                          | 156.005                              | 0,50       | 0,12  | 1     | 0       |       |  |
|                                      | Federalismo (Unión Valdostana – Otros)                                            | Ninguno                                                                           |                                      | 40.970                               | 0,13       | 0,26  | 0     | 0       |       |  |
| Total                                | Total                                                                             | Mixto                                                                             |                                      | 2.599.410                            | 8,37       | Nuevo | 7     | Nuevo   |       |  |
|                                      | Liga Norte (LN)                                                                   | Liga Norte (LN)                                                                   | TGI                                  | Umberto Bossi                        | 1.395.547  | 4,48  | 2,08  | 4       | 2     |  |
|                                      | Partido de la Refundación Comunista (PRC)                                         | Partido de la Refundación Comunista (PRC)                                         | GUE/NGL                              | Fausto Bertinotti                    | 1.391.595  | 4,27  | 1,81  | 4       | 1     |  |
|                                      | Partido Popular Italiano (PPI)                                                    | Partido Popular Italiano (PPI)                                                    | EPP-ED                               | Ciriaco De Mita                      | 1.316.830  | 4,24  | 5,76  | 4       | 4     |  |
|                                      | Centro Cristiano Democrático (CCD)                                                | Centro Cristiano Democrático (CCD)                                                | EPP-ED                               | Pier Ferdinando Casini               | 805.320    | 2,59  | Nuevo | 2       | Nuevo |  |
|                                      | Socialistas Demócratas Italianos (SDI)                                            | Socialistas Demócratas Italianos (SDI)                                            | PES                                  | Enrico Boselli                       | 670.957    | 2,16  | 0,37  | 2       | 1     |  |
|                                      | Cristianos Democráticos Unidos (CDU)                                              | Cristianos Democráticos Unidos (CDU)                                              | EPP-ED                               | Nino Gemelli                         | 669.919    | 2,16  | Nuevo | 2       | Nuevo |  |
|                                      | Partido de los Comunistas Italianos (PdCI)                                        | Partido de los Comunistas Italianos (PdCI)                                        | GUE/NGL                              | Armando Cossutta                     | 622.261    | 2,00  | Nuevo | 2       | Nuevo |  |
|                                      | Federación de los Verdes (FdV)                                                    | Federación de los Verdes (FdV)                                                    | Greens/EFA                           | Reinhold Messner                     | 548.987    | 1,76  | 1,44  | 2       | 1     |  |
|                                      | Unión de Demócratas por Europa (UDEUR)                                            | Unión de Demócratas por Europa (UDEUR)                                            | EPP-ED                               | Clemente Mastella                    | 498.742    | 1,61  | Nuevo | 1       | Nuevo |  |
|                                      | Llama Tricolor (FT)                                                               | Llama Tricolor (FT)                                                               | TGI                                  | Roberto Felice Bigliardo             | 496.030    | 1,60  | Nuevo | 1       | Nuevo |  |
|                                      | Renovación Italiana (RI)                                                          | Renovación Italiana (RI)                                                          | EPP-ED                               | Pino Pisicchio                       | 353.890    | 1,14  | Nuevo | 1       | Nuevo |  |
|                                      | Partido de los Pensionistas (PP)                                                  | Partido de los Pensionistas (PP)                                                  | EPP-ED                               | Carlo Fatuzzo                        | 233.874    | 0,75  | –     | 1       | 1     |  |
|                                      | Partido Republicano Italiano – Federación de los Liberales (PRI–FdL)              | Partido Republicano Italiano – Federación de los Liberales (PRI–FdL)              | ELDR                                 | Luciana Sbarbati                     | 168.620    | 0,54  | 0,36  | 1       | 0     |  |
|                                      | LVR – UfS – FG – Otros                                                            | LVR – UfS – FG – Otros                                                            | Ninguno                              |                                      | 117.979    | 0,38  | –     | 0       | 0     |  |
|                                      | Liga de Acción Meridional (LAM)                                                   | Liga de Acción Meridional (LAM)                                                   | Ninguno                              |                                      | 94.181     | 0,30  | 0,37  | 0       | 0     |  |
|                                      | Partido Sardo de Acción – Véneto Nordeste – Partido de los Consumidores Italianos | Partido Sardo de Acción – Véneto Nordeste – Partido de los Consumidores Italianos | Ninguno                              |                                      | 61.185     | 0,19  | –     | 0       | 0     |  |
|                                      | Partido Socialista (PS)                                                           | Partido Socialista (PS)                                                           | Ninguno                              |                                      | 42.500     | 0,14  | Nuevo | 0       | Nuevo |  |
|                                      | Partido Humanista (PU)                                                            | Partido Humanista (PU)                                                            | Ninguno                              |                                      | 16.168     | 0,05  | –     | 0       | 0     |  |
|                                      | Cobas por la Autoorganización                                                     | Cobas por la Autoorganización                                                     | Ninguno                              |                                      | 4.432      | 0,01  | Nuevo | 0       | Nuevo |  |
|                                      |                                                                                   |                                                                                   |                                      |                                      |            |       |       |         |       |  |
| Votos válidos                        | Votos válidos                                                                     | Votos válidos                                                                     | Votos válidos                        | Votos válidos                        | 31.062.426 | 90,40 |       |         |       |  |
| Votos en blanco y nulos              | Votos en blanco y nulos                                                           | Votos en blanco y nulos                                                           | Votos en blanco y nulos              | Votos en blanco y nulos              | 3.315.038  | 9,60  |       |         |       |  |
| Total                                | Total                                                                             | Total                                                                             | Total                                | Total                                | 34.359.339 | 100   | —     | 87      | 0     |  |
| Votantes registrados y participación | Votantes registrados y participación                                              | Votantes registrados y participación                                              | Votantes registrados y participación | Votantes registrados y participación | 49.278.309 | 69,73 | 3,87  |         |       |  |
| Fuente: Ministerio del Interior      |                                                                                   |                                                                                   |                                      |                                      |            |       |       |         |       |  |

| \| Voto popular \| Voto popular \| Voto popular \| Voto popular \| Voto popular \| \| ------------ \| ------------ \| ------------ \| ------------ \| ------------ \| \| \| \| \| \| \| \| FI \| FI \| \| 25.2 % \| 25.2 % \| \| DS \| DS \| \| 17.3 % \| 17.3 % \| \| AN–PS \| AN–PS \| \| 10.3 % \| 10.3 % \| \| Bonino \| Bonino \| \| 8.5 % \| 8.5 % \| \| Dem \| Dem \| \| 7.7 % \| 7.7 % \| \| LN \| LN \| \| 4.5 % \| 4.5 % \| \| PRC \| PRC \| \| 4.3 % \| 4.3 % \| \| PPI \| PPI \| \| 4.2 % \| 4.2 % \| \| CCD \| CCD \| \| 2.6 % \| 2.6 % \| \| SDI \| SDI \| \| 2.2 % \| 2.2 % \| \| CDU \| CDU \| \| 2.2 % \| 2.2 % \| \| PdCI \| PdCI \| \| 2.0 % \| 2.0 % \| \| FdV \| FdV \| \| 1.8 % \| 1.8 % \| \| UDEUR \| UDEUR \| \| 1.6 % \| 1.6 % \| \| FT \| FT \| \| 1.6 % \| 1.6 % \| \| RI \| RI \| \| 1.1 % \| 1.1 % \| \| Otros \| Otros \| \| 2.9 % \| 2.9 % \| |        |  |        |        |
| Voto popular |        |  |        |        |
| |        |  |        |        |
| FI | FI     |  | 25.2 % | 25.2 % |
| DS | DS     |  | 17.3 % | 17.3 % |
| AN–PS | AN–PS  |  | 10.3 % | 10.3 % |
| Bonino | Bonino |  | 8.5 %  | 8.5 %  |
| Dem | Dem    |  | 7.7 %  | 7.7 %  |
| LN | LN     |  | 4.5 %  | 4.5 %  |
| PRC | PRC    |  | 4.3 %  | 4.3 %  |
| PPI | PPI    |  | 4.2 %  | 4.2 %  |
| CCD | CCD    |  | 2.6 %  | 2.6 %  |
| SDI | SDI    |  | 2.2 %  | 2.2 %  |
| CDU | CDU    |  | 2.2 %  | 2.2 %  |
| PdCI | PdCI   |  | 2.0 %  | 2.0 %  |
| FdV | FdV    |  | 1.8 %  | 1.8 %  |
| UDEUR | UDEUR  |  | 1.6 %  | 1.6 %  |
| FT | FT     |  | 1.6 %  | 1.6 %  |
| RI | RI     |  | 1.1 %  | 1.1 %  |
| Otros | Otros  |  | 2.9 %  | 2.9 %  |